# Resolution (38 Special)
Resolution è il decimo album in studio del gruppo southern rock statunitense 38 Special, pubblicato nel 1997.

## Tracce
1. Fade to Blue – 4:33
2. Just Can't Leave You Alone – 4:24
3. Déjà Voodoo – 5:56
4. Find My Way Back – 4:57
5. Changed by Love – 4:53
6. After the Fire Is Gone – 3:45
7. Miracle Man – 4:05
8. Shelter Me – 4:21
9. Homeless Guitar – 5:15
10. Saving Grace – 4:10
11. She Loves to Talk – 3:37
12. Trouble – 5:16
13. Shatter the Silence – 4:59

## Formazione
- Don Barnes – chitarra, armonica, voce, mandolino, slide guitar
- Danny Chauncey – chitarra, tastiere
- Larry Junstrom – basso
- Greg Morrow – batteria
- Jim Peterik – cori
- Donnie Van Zant – voce, chitarre